# ISO 3166-2:AD
ISO 3166-2:ADは、ISO 3166-2規格における、アンドラの地方のコードである。アンドラの7つの教区すべてをカバーしている。
はじめの「AD」はISO 3166-1の国名コードでアンドラを示し、その後に続く2文字の数字がそれぞれの教区を表している。

## コード
2025年6月現在、ISO 3166-2:ADには以下のコードが含まれる。

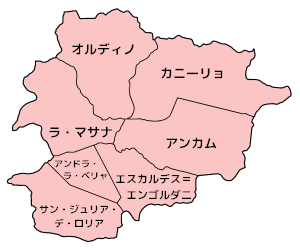
アンドラの地方行政区分図

| コード | 行政区画名                     | カタルーニャ語表記  |
| ------ | ------------------------------ | ------------------- |
| AD-07  | アンドラ・ラ・ベリャ教区       | Andorra la Vella    |
| AD-02  | カニーリョ教区                 | Canillo             |
| AD-03  | アンカム教区                   | Encamp              |
| AD-08  | エスカルデス＝エンゴルダニ教区 | Escaldes-Engordany  |
| AD-04  | ラ・マサナ教区                 | La Massana          |
| AD-05  | オルディノ教区                 | Ordino              |
| AD-06  | サン・ジュリア・デ・ロリア教区 | Sant Julià de Lòria |